# Ema Mur
Ema Mur (Čakovec, 2. ožujka 1995.), hrvatska glumica i manekenka.
Rodila se u Čakovcu 2. ožujka 1995. kao Ema Kovač. Glumila je u Dječjem gradskom kazalištu Čakovec. Gimnaziju je pohađala u Varaždinu. Pohađala je studij financija na Katoličkom sveučilištu Svetog Srca u Milanu (tal. Università Cattolica del Sacro Cuore), najvećem katoličkom sveučilištu na svijetu s oko 42 000 studenata.
Bila je manekenka u Italiji i SAD-u. Snimala je za Just Cavalli, Versace, Armani i druge modne kuće. Snimala je i za: Calzedoniju, Intimissimi, Tezenis, L'Oréal, editorijale za talijanska izdanja magazina Vogue i Elle, a surađivala je i s magazinom Sports Illustrated.
Nakon što se 2019. pojavila u poznatom talijanskom televizijskom showu „Ciao Darwin”, dobila je priliku glumiti i u TV-serijama i filmovima. Na poziv talijanskog redatelja Paola Sorrentina snimala je uvodnu špicu u HBO-ovoj seriji „Mladi papa” s Judeom Laweom. Glumila je u europskom filmu Romana Polanskog „Palača“, talijanskim tv-serijama „Fosca Innocenti” i „Impero” te u američkom filmu „Lamborghini: Čovjek koji je stvorio legendu”, gdje je glumila tajnicu glavnog lika Ferruccia Lamborghinija.
Pokrenula je svoju liniju kupaćih kostima pod nazivom Ambinca. Vjenčala se krajem 2022. godine za poduzetnika Sandra Mura.

## Filmografija

### Televizijske uloge
- Fosca Innocenti kao Anka (2022.)
- Felicita kao gošća (2022.)
- Impero (2022.)

### Filmske uloge
- Lamborghini: Čovjek koji je stvorio legendu (2022.)
- Palača (2023.)

## Vanjske poveznice
- Ema Mur u internetskoj bazi filmova IMDb-u (engl.)